# Municipio di Parramatta
Il Municipio di Parramatta (in inglese: Parramatta Town Hall) è un edificio storico, sede municipale della città di Parramatta in Australia.

## Storia
L'edificio venne eretto tra il 1881 e il 1883 secondo un progetto di G.A. Mansfield nel sito indicato dal governatore Arthur Phillip per ospitare un mercato nel suo piano per Parramatta. Nel luogo si tenne una fiera nel 1813, mentre tra il 1816 e il 1830 il sito ospitò una festa annuale per gli aborigeni, inizialmente voluta dal governatore Lachlan Macquarie.

## Descrizione
Il palazzo presenta uno stile italianeggiante.

## Galleria d'immagini

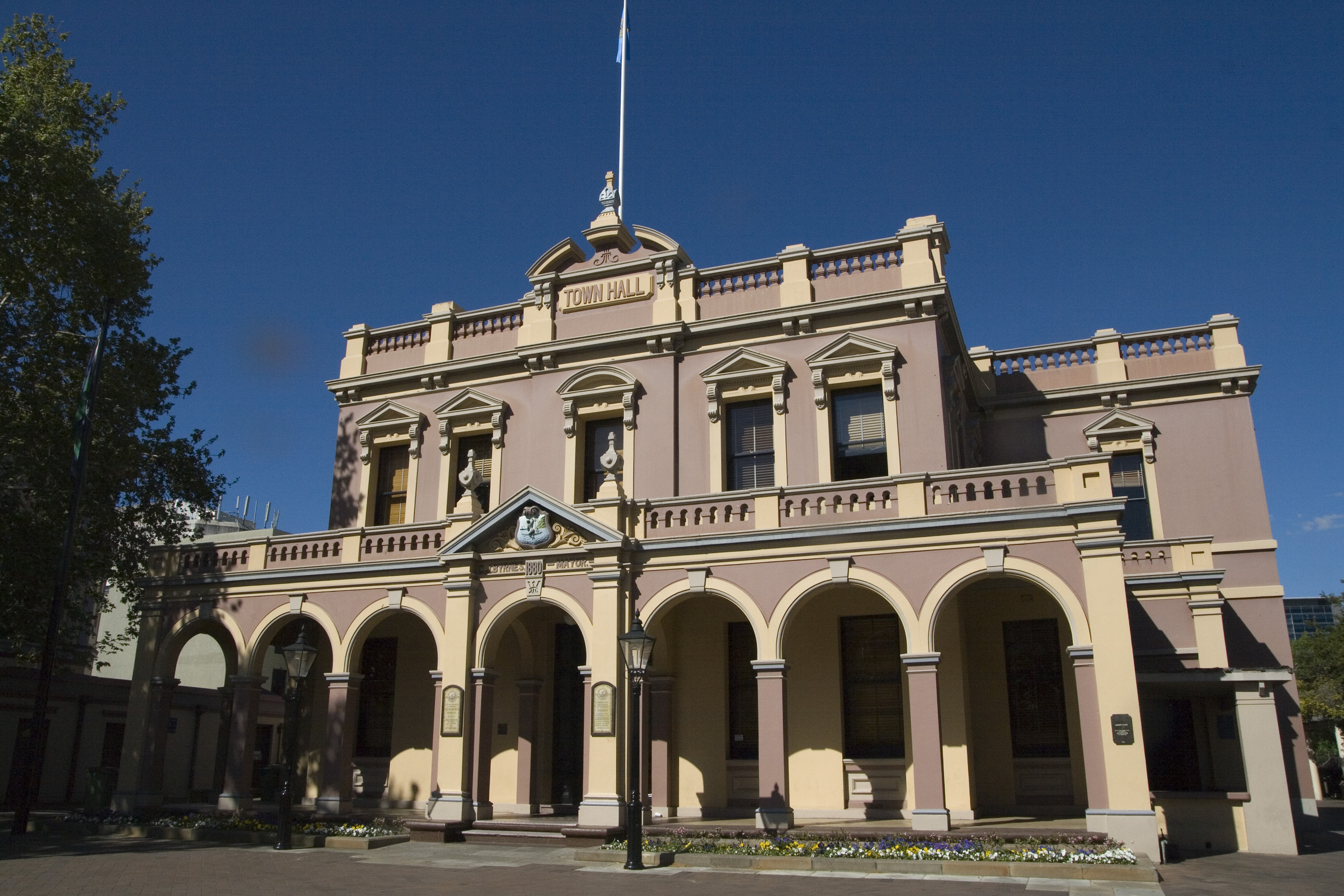
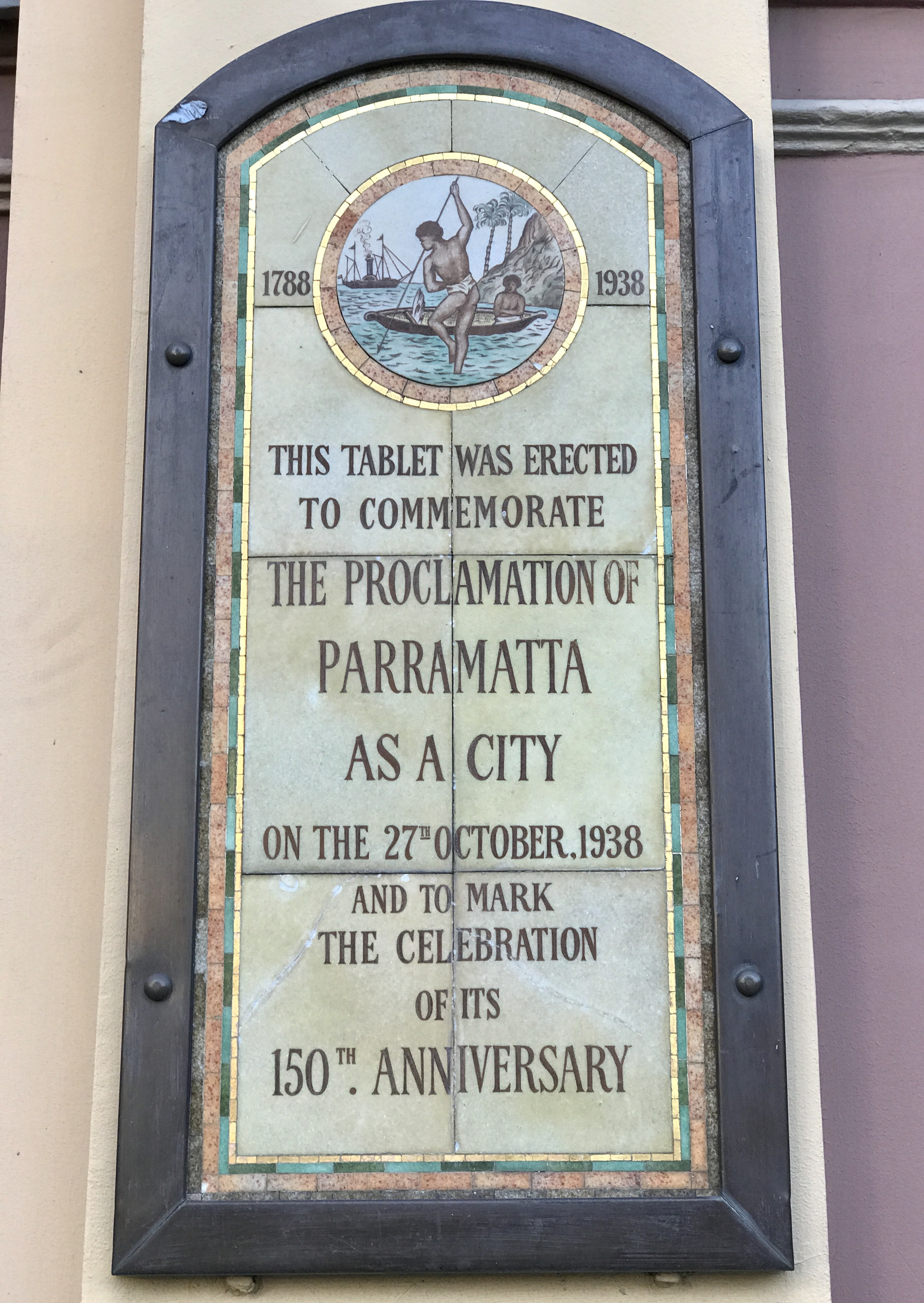
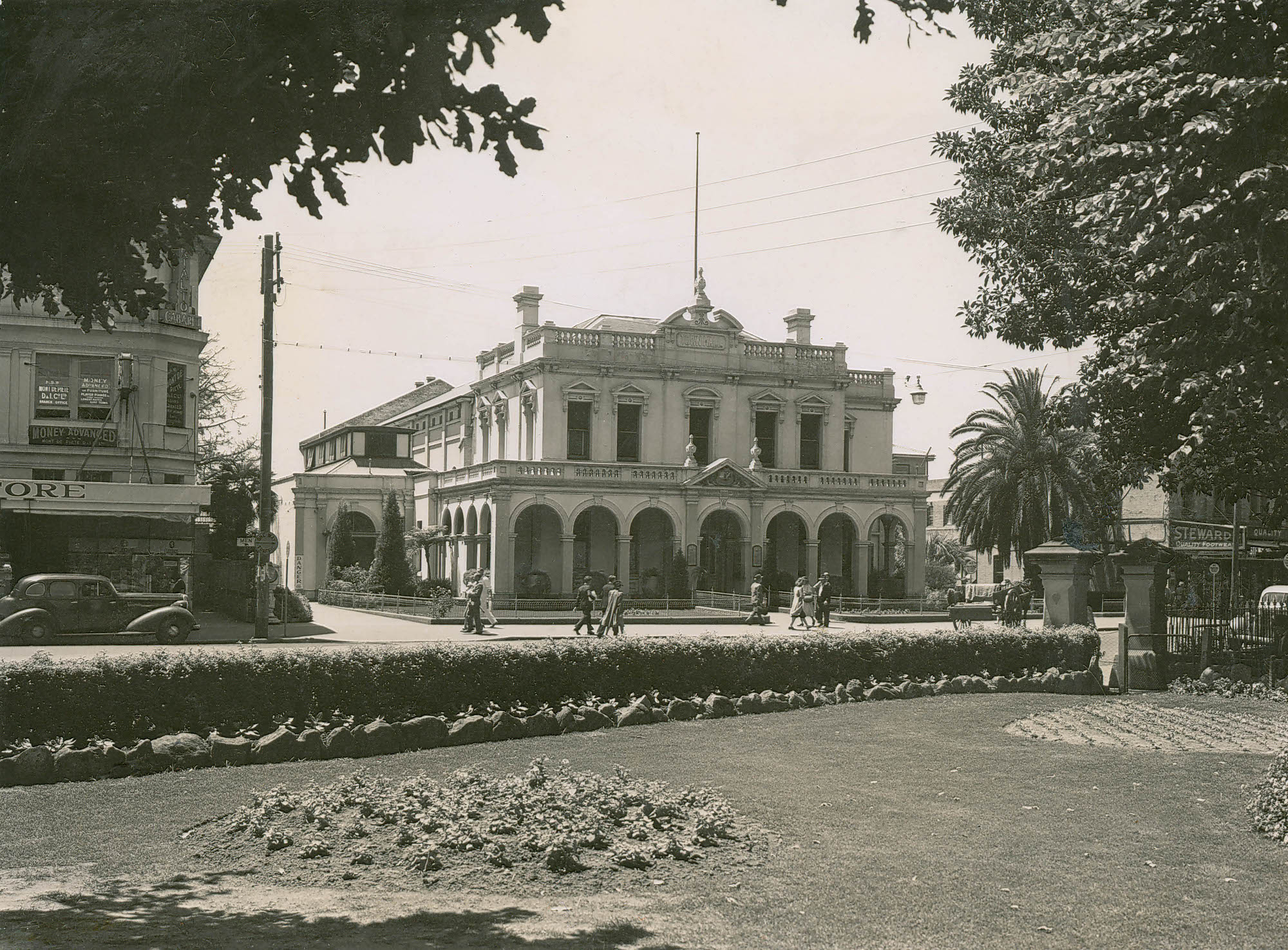